# Meir Katzenellenbogen
Meir ben Isaak Katzenellenbogen (hebräisch מאיר בן יצחק קצנלנבויגן Me'ir ben Jitzchaq Katznelnboign; * um 1482 in Katzenelnbogen, Ebertshausen; † 12. Januar 1565 in Padua, auch genannt Meir von Padua, Maharam Padua) war ein venezianischer jüdischer Gelehrter, Rabbi von Padua und Venedig.

## Leben
Nach seinem Studium in Prag in der Schule des damals berühmten Gelehrten Jakob Pollak ging Meir Katzenellenbogen nach Padua und besuchte dort die Jeschiwa des Judah Minz, dessen Enkelin er später heiratete. Er folgte seinem Schwiegervater Abraham Minz im Amt als Rabbiner von Padua, das er bis zu seinem Tod innehatte. Meirs Amtssitz war zwar Padua, jedoch besuchte er als Rabbi von Venedig mehrmals im Jahr die Lagunenstadt. Nach seinem Tod übernahm sein Sohn Rabbi Shmuel-Yehudah das Amt eines Rabbi von Venedig.
Er galt als einer der maßgeblichen Kenner des Talmud und der Angelegenheit des Rabbinats.
Meir ben Isaak Katzenellenbogen ist der Begründer der rabbinischen Familiendynastie Katzenellenbogen. Es galt der Brauch, eine rabbinische Dynastie mit einem – meist vom Herkunftsort des Gründers abgeleiteten – Familiennamen zu bezeichnen – was ansonsten vor dem 19. Jahrhundert unüblich war, dass jüdische Familien feste Nachnamen führten (→ Jüdischer Name). Erst Ende des 18. Jahrhunderts wurde in den verschiedenen Staaten Mitteleuropas damit begonnen für jüdische Bewohner feste Familiennamen verpflichtend einzuführen.

## Schriften
- Jehūdā Ben-Mēīr mip-Padova [Hrsg.]: Mišnä Tōra. Mōšä Ben-Majmōn. Aloisio Bragadin, Venedig 1550 (Mischne Tora des Maimonides mit einem Kommentar von Meir Katzenellenbogen).